# Nebulosa protoplanetària

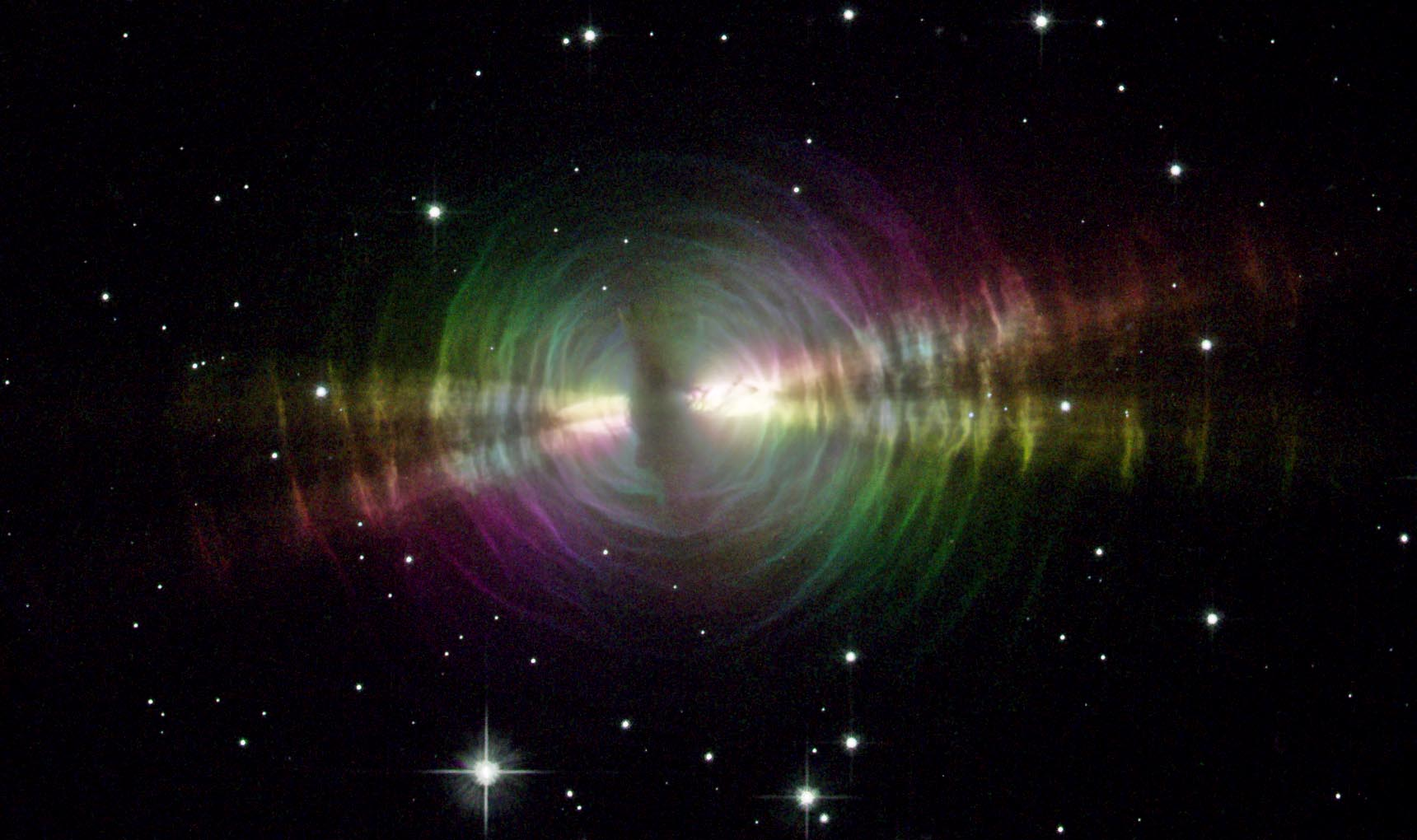
La Nebulosa de l'ou, una nebulosa protoplanetària a Cygnus

Una nebulosa protoplanetària és un objecte astronòmic corresponent a l'episodi de curta durada en ràpida evolució estel·lar d'una estrella entre els darrers estadis de la frase de la branca asimptòtica de les gegants
la fase de nebulosa planetària posterior. Una nebulosa protoplanetària emet forta radiació infraroja, i és una mena de nebulosa de reflexió. És la penúltima fase d'evolució d'alta lluminositat en el cicle de vida de les estrelles de massa intermèdia (1-8 M☉). (Kastner 2005)

## Denominació
La denominació nebulosa protoplanetària és una tria desafortunada per la possibilitat de confusió amb el mateix terme que també s'utilitza de vegades quan es parla del concepte sense relació de disc protoplanetari. La denominació de nebulosa protoplanetària és una conseqüència del mot més antic nebulosa planetària, que va ser elegit a causa dels primers astrònoms que observaven a través de telescopis i trobaren una similitud en l'aparença de les nebuloses planetàries i els gegants gasosos com Neptú i Urà. Per evitar qualsevol confusió possible, Sahai, Sánchez Contreras i Morris suggereixen emprar un nou mot: nebulosa preplanetària que no es superposi amb altres disciplines de l'astronomia. Ells es refereixen sovint com estrelles post-branca gran asimptòtica, encara que aquesta categoria també inclou estrelles que mai ionitzen la seva matèria ejectada.

## Evolució

### Començament

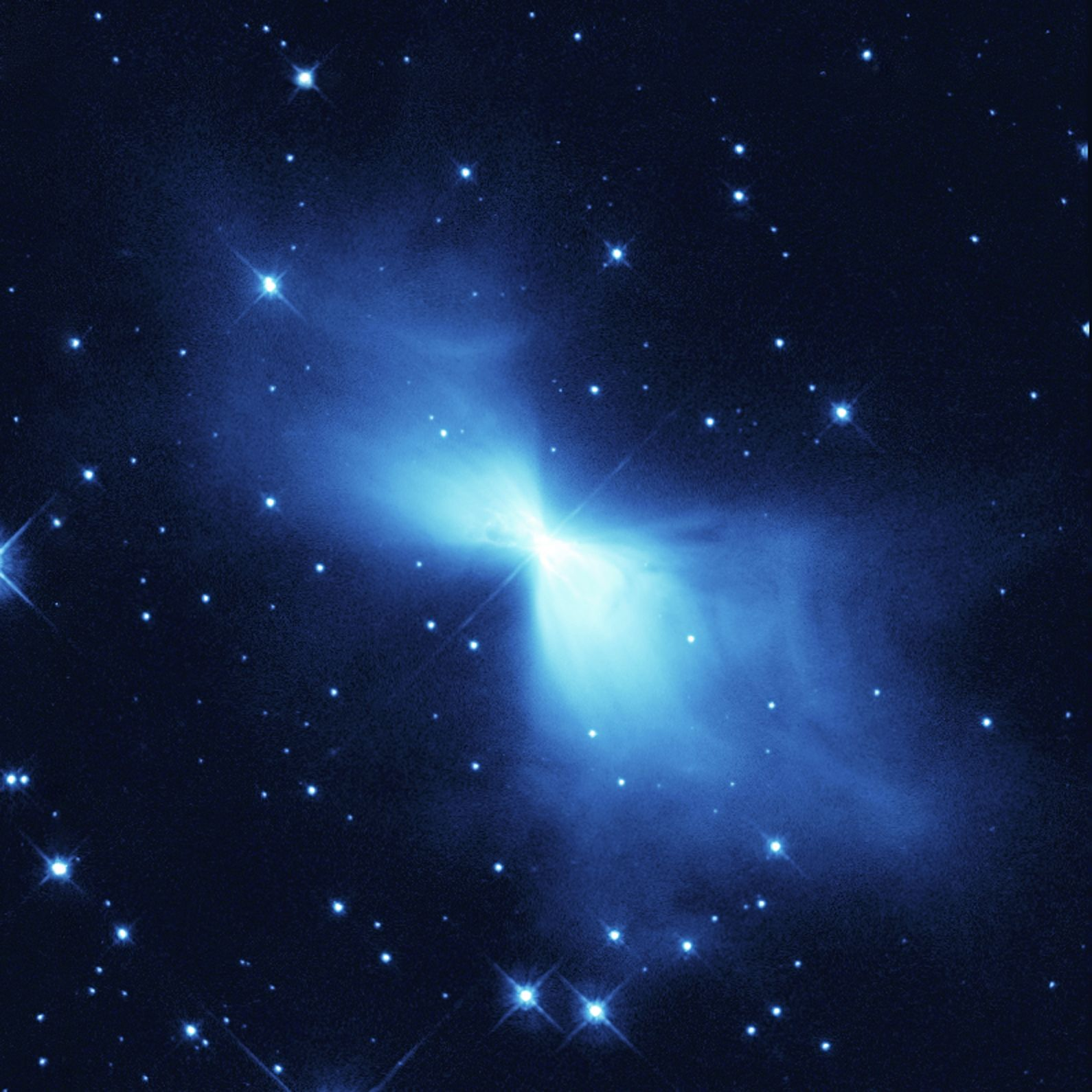
Nebulosa del Boomerang, el vent estel·lar fred ocasiona aquesta imatge curiosa.

Durant la fase de les acaballes de la branca gegant asimptòtica, quan la pèrdua de massa redueix la massa de l'embolcall d'hidrogen al voltant de 10−2 M ☉ per una massa del nucli de 0,60 M ☉, una estrella comença a evolucionar cap al costat blau del diagrama de Hertzsprung-Russell. Quan l'embolcall d'hidrogen s'ha vist reduït al voltant de 10−3 M ☉, l'embolcall ha estat tan pertorbat que es creu que no és possible una major pèrdua de massa significativa. En aquest punt, la temperatura efectiva de l'estrella, T *, serà d'uns 5.000 K i es defineix com el final de les acaballes de la banca gegant asimptòtica i el començament de la nebulosa protoplanetària.

### Fase de la nebulosa protoplanetària
Durant la fase de nebulosa protoplanetària, la temperatura efectiva de l'estrella central continuarà augmentant a conseqüència de la pèrdua de massa de l'embolcall a conseqüència de la crema la closca d'hidrogen. Durant aquesta fase, l'estrella central és encara massa freda per ionitzar l'embolcall circumestel·lar expulsat a velocitat lenta durant l'anterior fase de branca gegant asimptòtica. No obstant això, l'estrella central sembla llaçar a alta velocitat, els vents col·limats que donen forma i xoquen amb aquest dipòsit, i gairebé amb seguretat arrosseguen les ejeccions lentes de la branca gegant asimptòtica per produir un vent molecular ràpid. Observacions i estudis d'alta resolució d'imatges des de 1998 a 2001, demostren que la ràpida evolució de la fase de nebulosa protoplanetària en última instància, dona forma a la morfologia de la nebulosa planetària posterior. En un moment durant o poc després del despreniment de l'embolcall de la branca gegant asimptòtica, la forma de l'embolcall canvia d'una forma rigorosament esfèrica cap a una de simetria axial. Les morfologies resultants són bipolars, amb nusos i raigs, i esteles semblants als objectes Herbig-Haro. Aquestes formes apareixen fins i tot en una relativament "jove" nebulosa protoplanetària.

### Final
La fase de nebulosa protoplanetària continua fins que l'estrella central arriba al voltant de 30.000 K i és prou calenta (produint suficient radiació ultraviolada) per ionitzar la nebulosa circumestel·lar (els gasos expulsats) i es converteix en una mena de nebulosa d'emissió anomenat nebulosa planetària. Aquesta transició s'ha de fer en menys d'uns 10.000 anys, o bé la densitat de l'embolcall circumestel·lar se situa per sota del llindar de densitat d'una nebulosa planetària d'unes 100 partícules per cm³ i no darà com a resultat una nebulosa planetària, aquest cas és esmentat a vegades com una "nebulosa planetària mandrososa”.

## Conjectures recents
El 2001, Bujarrabal et al. van considerar que la "interacció dels vents estel·lars" segons el model de Kwok et al. (1978) dels vents impulsat de forma radiativa és insuficient per donar compte de les seves observacions de CO en els vents ràpids a les nebuloses protoplanetàries que impliquen alts impuls i energia incompatibles amb aquest model. Això ha portat els teòrics (Soker & Rappaport 2000; Frank & Blackmann 2004) a investigar si el cas d'un disc d'acreció, similar al model utilitzat per explicar els raigs dels nuclis actius de galàxies i estrelles joves, podrien explicar tant la simetria de punts i l'alt grau de col·limació vist en molts de raigs de nebuloses protoplanetàries. En aquest model, el disc d'acreció es forma a través d'interaccions binàries. El llançament per la força magneto-centrífuga des de la superfície del disc és llavors una forma de convertir l'energia gravitacional en energia cinètica corresponent al vent ràpid. Si aquest model és correcte i la magneto-hidrodinàmica determina l'energia i la col·limació dels fluxos de sortida de les nebuloses protoplanetàries, aleshores també determinaran la física dels xocs d'aquests fluxos, i això pot ser confirmat amb fotografies d'alta resolució de les regions d'emissió que es produeixen en aquests xocs.